# MAN GT5
MAN GT5 – typ przegubowego, pięcioosiowego, silnikowego wagonu tramwajowego, produkowanego w roku 1964 (tramwaje nr 522–534) oraz na przełomie lat 1968/1969 (tramwaje nr 511–521 i 535–552) przez zachodnioniemiecki zakład MAN SE dla augsburskiej sieci tramwajowej.

## Zamówienie i budowa

Schemat tramwaju GT5

Tramwaje typu GT5 zostały zamówione w celu zastąpienia tramwajów typu M wyprodukowanych przez Rathgebera i eksploatowanych przez sieć tramwajową w Augsburgu. Początkowo zamówiono 13 tramwajów przegubowych, które dostarczono w 1964 r. Otrzymały one numerację od 522 do 534 i zostały włączone do ruchu liniowego. Tramwaje GT5 skonstruowano tak, by można je było szybko i łatwo rozłączyć na dwie części. Tylko w ten sposób możliwe było wówczas garażowanie tych wagonów w zbyt małej zajezdni. Po pomyślnej eksploatacji w 1968 r. zamówiono w fabryce MAN SE 7 kolejnych tramwajów GT5 (tramwaje nr 535-541).
W celu uzyskania jednolitego parku taborowego w mieście, operator augsburskiej sieci tramwajowej postanowił przebudować 11 tramwajów serii M dostarczonych w 1956 r. przez MAN SE (tramwaje nr 263-273) na typ GT5. Przebudowę przeprowadzono w zakładach MAN oraz częściowo w miejscowych warsztatach. W ten sposób ze starych wagonów silnikowych serii M skonstruowano tramwaje o numerach 511-521 oraz ze starych wagonów doczepnych tramwaje o numerach 542-552. Łącznie w 1969 r. w Augsburgu eksploatowano 42 tramwaje typu GT5.
W latach 1972–1973 zlikwidowano obsługę konduktorską w wagonach typu GT5.
Kilka lat później (na przełomie lat 1979/1980) zastąpiono wcześniejsze tablice kierunkowe automatycznie przewijanymi kasetami z trasą i numerem linii. Schemat malowania zmieniono z beżowo-zielonego na biało-szary z czerwono-zielonym paskiem.

## Eksploatacja
W 2000 r. zakończono eksploatację wysłużonych tramwajów typu GT5 w Augsburgu. Od połowy lat 80. XX wieku trwało złomowanie wagonów GT5, jednak dopiero dostarczenie do miasta tramwajów Siemens Combino pozwoliło na całkowite zrezygnowanie z eksploatacji tramwajów GT5. Wagony pozostające w ruchu liniowym w 2001 r. sprzedano do rumuńskich Jassów (tramwaje nr 511, 522–525, 531–536, 538, 542, 544 i 545). Wagon nr 535 został odkupiony przez SPD Augsburg za 1000 marek od Augsburskiego przewoźnika i podarowany miłośnikom komunikacji tramwajowej z Augsburga.
Wszystkie dostarczone do Rumunii tramwaje typu GT5 wycofano w lipcu 2010 r. z regularnego ruchu. Wagony zostały zezłomowane lub odstawione do zajezdni Dacia jako wagony awaryjne. W późniejszym okresie zezłomowano pozostałe wagony; obecnie w Jassach znajduje się jeden wagon GT5 (ex Augsburg 545; nr 354).